# Sainte-Austreberthe, Pas-de-Calais
Sainte-Austreberthe là một commune in the tỉnh Pas-de-Calais, vùng Hauts-de-France, Pháp.

## Địa lý
Sainte-Austreberthe là ngoại ô của Hesdin, cự ly 15 dặm Anh (24 km) về phía đông nam Montreuil-sur-Mer tại giao lộ của các tuyến đường D340 và D113. 

## Dân số
| 1962                                                         | 1968 | 1975 | 1982 | 1990 | 1999 | 2006 |
| ------------------------------------------------------------ | ---- | ---- | ---- | ---- | ---- | ---- |
| 332                                                          | 374  | 360  | 397  | 408  | 410  | 407  |
| Số liệu điều tra dân số từ năm 1962, dân số chỉ tính một lần |      |      |      |      |      |      |

## Địa điểm nổi bật
- Nhà thờ St. Austreberthe, thế kỷ 17